# L-aminoadipato-semialdeide deidrogenasi
La L-aminoadipato-semialdeide deidrogenasi è un enzima appartenente alla classe delle ossidoreduttasi, che catalizza la seguente reazione:
L-2-aminoadipato 6-semialdeide + NAD(P)+ + H2O ⇄ L-2-aminoadipato + NAD(P)H + H+